# Liste der Bodendenkmäler in Lindau (Bodensee)
Auf dieser Seite sind die Bodendenkmäler in der schwäbischen Großen Kreisstadt Lindau zusammengestellt. Diese Tabelle ist eine Teilliste der Liste der Bodendenkmäler in Bayern. Grundlage ist die Bayerische Denkmalliste, die auf Basis des Bayerischen Denkmalschutzgesetzes vom 1. Oktober 1973 erstmals erstellt wurde und seither durch das Bayerische Landesamt für Denkmalpflege geführt wird. Die folgenden Angaben ersetzen nicht die rechtsverbindliche Auskunft der Denkmalschutzbehörde.

## Bodendenkmäler in Lindau
| Lage                                                 | Objekt | Akten-Nr.     | Bild                                                                 |
| ---------------------------------------------------- | --- | ------------- | -------------------------------------------------------------------- |
| Bad Schachen Lindenhofpark (Standort)                | Burg Degelstein („Weiherschlösschen“)→Mittelalterlicher Turmhügel und abgegangenes frühneuzeitliches Wasserschloss.                                                                                                | D-7-8423-0005 | weitere Bilder                                                       |
| Unterreitnau (Standort)                              | Mittelalterliche und frühneuzeitliche Befunde im Bereich der katholischen Pfarrkirche St. Urban und St. Silvester                                                                                                  | D-7-8423-0010 | weitere Bilder                                                       |
| Unterreitnau (Standort)                              | Schloss Unterreitnau→Mittelalterliche und frühneuzeitliche Befunde im Bereich des ehemaligen Schlosses | D-7-8423-0024 |                                                                      |
| Oberreitnau „Am Schloßberg“ (Standort)               | Burgstall Oberreitnau→Mittelalterlicher Burgstall. | D-7-8424-0001 |                                                                      |
| Aeschach Anheggerstraße 4 (Standort)                 | Römervilla Aeschach→Römische Villa rustica. | D-7-8424-0012 |                                                                      |
| Insel Am Seehafen „Römerschanze“ (Standort)          | St.-Aurelia-Jakobus-Kapelle auf der Römerschanze→Abgegangene Kirche des frühen Mittelalters („St.-Aurelia-Kapelle“).                                                                                               | D-7-8424-0013 | St. Aurelia-Jakobus-Kapelle auf der Römerschanze                     |
| Reutin Reutiner Bucht (Standort)                     | Seeufersiedlung vorgeschichtlicher Zeitstellung. | D-7-8424-0019 |                                                                      |
| Insel Vordere Insel Altstadt (Standort)              | Mittelalterliche und frühneuzeitliche Befunde im Bereich der befestigten Altstadt | D-7-8424-0037 | Befestigte Altstadt Lindaus (1650)                                   |
| Insel Vordere Insel Barfüßerplatz (Standort)         | Mittelalterliche und frühneuzeitliche Befunde im Bereich des ehem. Barfüßerklosters | D-7-8424-0038 | weitere Bilder                                                       |
| Insel Vordere Insel Altstadt (Standort)              | Mittelalterliche Stadtbefestigung von Lindau. | D-7-8424-0039 | weitere Bilder                                                       |
| Insel Vordere Insel Altstadt (Standort)              | Frühneuzeitliche Stadtbefestigung von Lindau. | D-7-8424-0040 | Westliche Stadtmauer als Teil der Frühneuzeitlichen Stadtbefestigung |
| Oberreitnau (Standort)                               | Mittelalterliche und frühneuzeitliche Befunde im Bereich der katholischen Pfarrkirche St. Pelagius | D-7-8424-0043 | weitere Bilder                                                       |
| Oberreutin Friedhofweg 1 (Standort)                  | Mittelalterliche und frühneuzeitliche Befunde im Bereich der evangelischen Pfarrkirche St. Verena | D-7-8424-0049 | weitere Bilder                                                       |
| bei Rickenbach Rickenbacher Straße 107 (Standort)    | Mittelalterliche und frühneuzeitliche Befunde im Bereich der evangelischen Kapelle St. Wolfgang | D-7-8424-0051 | weitere Bilder                                                       |
| Bad Schachen Schachener Straße 96 (Standort)         | Mittelalterliche und frühneuzeitliche Befunde im Bereich der Kapelle St. Leonhard | D-7-8424-0053 | weitere Bilder                                                       |
| Insel Vordere Insel Oberer Schrannenplatz (Standort) | Mittelalterliche und frühneuzeitliche Befunde im Bereich der ehemaligen katholischen Pfarrkirche St. Peter in Lindau und ihrer Vorgängerbauten mit aufgelassenem Friedhof                                          | D-7-8424-0057 | weitere Bilder                                                       |
| Insel Vordere Insel Stiftsplatz (Standort)           | Mittelalterliche und frühneuzeitliche Befunde im Bereich des ehemaligen Damenstifts und der katholischen Stadtpfarrkirche (ehemaligen Stiftskirche) St. Marien und ihrer Vorgängerbauten.                          | D-7-8424-0058 | weitere Bilder                                                       |
| Insel Vordere Insel Marktsplatz (Standort)           | Mittelalterliche und frühneuzeitliche Befunde im Bereich der evangelisch-lutherischen Pfarrkirche St. Stephan in Lindau, darunter der aufgelassene mittelalterliche Friedhof und Bestattungen im Kircheninnenraum. | D-7-8424-0059 | weitere Bilder                                                       |
| Aeschach Langenweg (Standort)                        | Frühneuzeitliche Befunde im Bereich der sog. Krell’schen Kapelle | D-7-8424-0060 | weitere Bilder                                                       |
| Aeschach Anheggerstraße 24 (Standort)                | Mittelalterliche und frühneuzeitliche Befunde im Bereich der abgegangenen Kirche St. Gangolf in Aeschach | D-7-8424-0061 |                                                                      |